# Totora (Oruro)
San Pedro de Totora es una localidad y municipio de Bolivia, capital y único municipio de la provincia San Pedro de Totora en el departamento de Oruro. Fue designada como capital de provincia por Ley de 9 de mayo de 1980 al crearse la provincia, durante el gobierno de Lydia Gueiler Tejada.

## Geografía
El municipio compone la totalidad de la provincia, ubicada en el noroeste del departamento de Oruro, al oeste del país. Limita al norte con el departamento de La Paz, al oeste y suroeste con la provincia de Sajama, al sureste con la provincia de Carangas, y al este con la provincia de Sud Carangas.

## Demografía
De acuerdo con el censo boliviano de 2024, la población del municipio de San Pedro de Totora es de 6 570 habitantes.
La población del municipio aumentó casi dos tercios entre 1992 y 2024:
| Año  | Habitantes (municipio) | Fuente |
| ---- | ---------------------- | ------ |
| 1992 | 4 040                  | Censo  |
| 2001 | 4 941                  | Censo  |
| 2012 | 5 531                  | Censo  |
| 2024 | 6 570                  | Censo  |

## Economía
Una de las principales actividades económicas es la producción pecuaria, especialmente con la crianza de ganado camélido, ovino y bovino, actividad de la cual se obtienen pieles, lana, queso y leche, cuya producción es comercializada en las ferias y mercados de la región. La actividad agrícola tiene como principales cultivos a la papa, quinua, cebada, cañahua, haba, zanahoria, cebolla y otros, productos que son destinados mayormente al consumo doméstico.
La principal fuente de ingresos está basada en la producción pecuaria con la venta de carne de llama.